# Regiment de Meuron

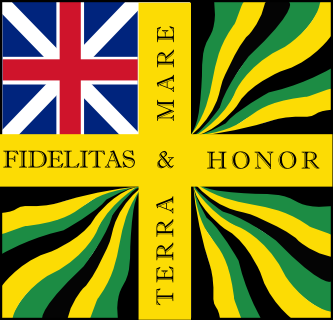
Régiment suisse de Meuron

Das Regiment de Meuron war ein 1781, ursprünglich in der Schweiz ausgehobenes, Infanterieregiment. Das Regiment wurde benannt nach seinem Kommandanten, Oberst Charles-Daniel de Meuron, der 1738 in Neuchâtel geboren wurde.
Es diente der Niederländischen Ostindien-Kompanie in Sri Lanka (früher Ceylon) und Kapstadt. Als die Briten ein Auge auf Ceylon warfen, wurde eine Delegation dorthin entsandt, um die Kontrolle über das Regiment zu übernehmen. Das Regiment lehnte es ab, die Niederländer zu bekämpfen, und diese verringerten die niederländischen Streitkräfte in Ceylon beträchtlich und gaben Einzelheiten der Befestigung an die Briten weiter. Infolgedessen wechselten sie zu den Briten, was bedeutet, dass die Soldaten des Regiments mit derselben Rate wie die der British Army eingeschrieben wurden und ihnen die Nachzahlung, die die Dutch East India Co. ihnen schuldete, gegeben wurde.
Als um 1789 all diese Probleme beseitigt waren, war das Regiment ein Teil der Britischen Armee. Es diente im Mysore-Feldzug von 1799, den Koalitionskriegen und den Napoleonischen Kriegen auf der Iberischen Halbinsel von 1806 bis 1812. Es zog schließlich nach Kanada um im Britisch-Amerikanischen Krieg und in der Red-River-Kolonie zu dienen. 1816 wurde es aufgelöst. Die Rue des Meurons in der Vorstadt von Saint-Boniface in der Provinz Manitoba ist nach dem Regiment benannt.